# Мітіно (Островський район)
Мітіно (рос. Митино) — присілок в Островському районі Псковської області Російської Федерації.
Населення становить 2 особи. Входить до складу муніципального утворення Островська волость.

## Історія
Від 2015 року входить до складу муніципального утворення Островська волость.

## Населення
| 2001 | 2002 | 2010 | 2013 |
| ---- | ---- | ---- | ---- |
| 3    | →3   | ↘2   | →2   |